# Mastic (gomme naturelle)
Pour les articles homonymes, voir Mastic.

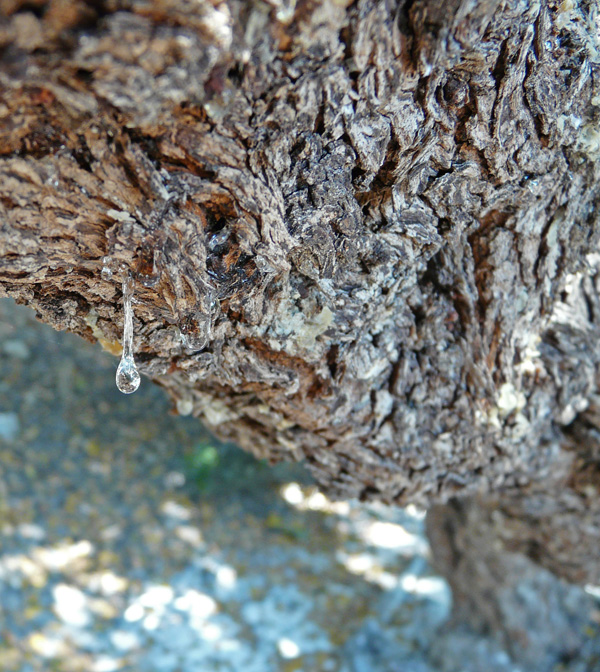
Goutte de mastic s'écoulant de l'écorce d'un lentisque.

Le mastic est un exsudat végétal issu d'un arbuste méditerranéen, le lentisque Pistacia lentiscus (Anacardiacées) ; il s'agit d'une résine (appelée à tort gomme) au parfum prononcé. Le mastic de lentisque est employé en pâtisserie, en confiserie, en cosmétique, pour les encens, dans le domaine des beaux-arts ainsi que pour la fabrication de liqueurs. Parmi les autres variétés de mastic figurent la résine du térébinthe, le mastic d'Amérique — du faux-poivrier Schinus molle —, celui des Antilles (gomme chibou) issu de Bursera simaruba, celui du Cap — issu d'Euryops multifidus — et le mastic d'épine, sécrété par le chardon à glu Atractylis gummifera).

## Origine
Le mastic est répandu du Portugal à l'Inde, particulièrement dans la zone couvrant les îles orientales de la mer Égée, la Turquie, l'Iran, le sud de l'Afghanistan et le Pakistan.
La variété khia ou chia, provenant du sud de l'île de Chios (Grèce), est la plus réputée depuis l'Antiquité, comme en témoigne Lucien de Samosate. La production de l'île est exportée à 85 %, principalement vers le Moyen-Orient et l'Afrique du Nord. La culture traditionnelle du mastiha de l'île a été inscrite au patrimoine culturel immatériel de l'humanité par l'UNESCO en 2014.

## Récolte

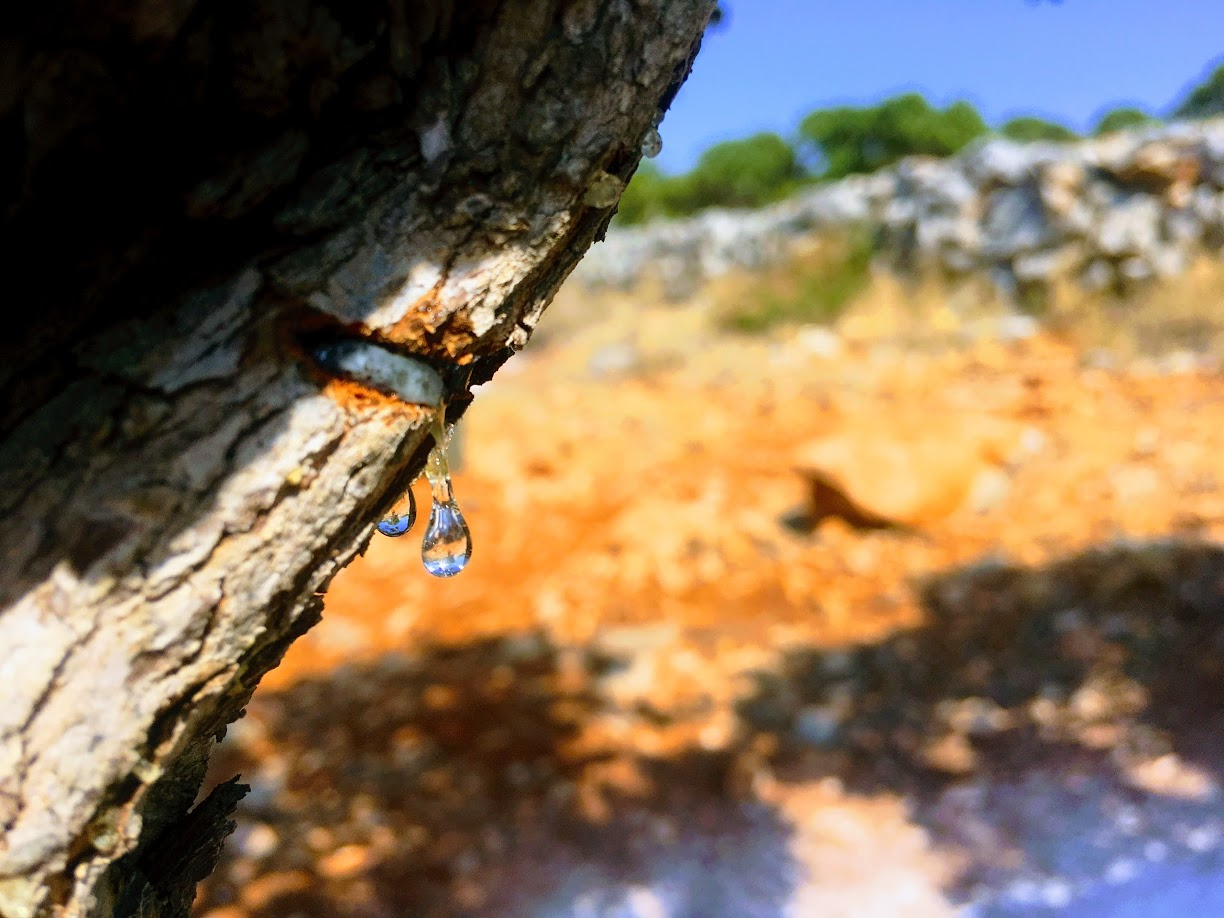
Mastic.

Le mastic se récolte de juillet à octobre, en incisant l'écorce de l'arbre. La résine exsude en petites « larmes » qui sont séchées à l'air pour les faire durcir. Des poussières calcaires (photo), des feuilles ou des dalles de pierre sont disposées au pied de l'arbre afin que les gouttes de résine ne se chargent pas d'impuretés. Une quinzaine de jours de séchage sont nécessaires pour que l'oléorésine puisse être récoltée. Les fragments dissemblables, sphériques ou piriformes, prennent des couleurs jaune clair ou verdâtre et sont plus ou moins durs et opaques. 

## Gastronomie
En Grèce, à Chypre, en Turquie, au Liban, en Syrie, en Irak et en Iran le mastic (μαστίχα, mastikha, damla sakızı, مستكة māṣṭīh ou moustaka) est parfois ajouté au café mais aussi à la crème glacée pour confectionner le dondurma, appelé bouza en Syrie. Associé à d'autres ingrédients comme l'anis, la pistache, le salep ou la vanille, le mastic donne non seulement un goût particulier à ce dessert, mais aussi une texture intéressante grâce sa méthode de confection.
Certains desserts et loukoums sont parfumés au mastic.
La mastíkha de Chios est une boisson alcoolisée élaborée à base de gomme naturelle de mastic.

## Beaux-arts
La résine mastic est utilisée pour la confection de médiums oléo-résineux et de vernis. 